# Ruprechtshofen (Gemeinde Naarn)

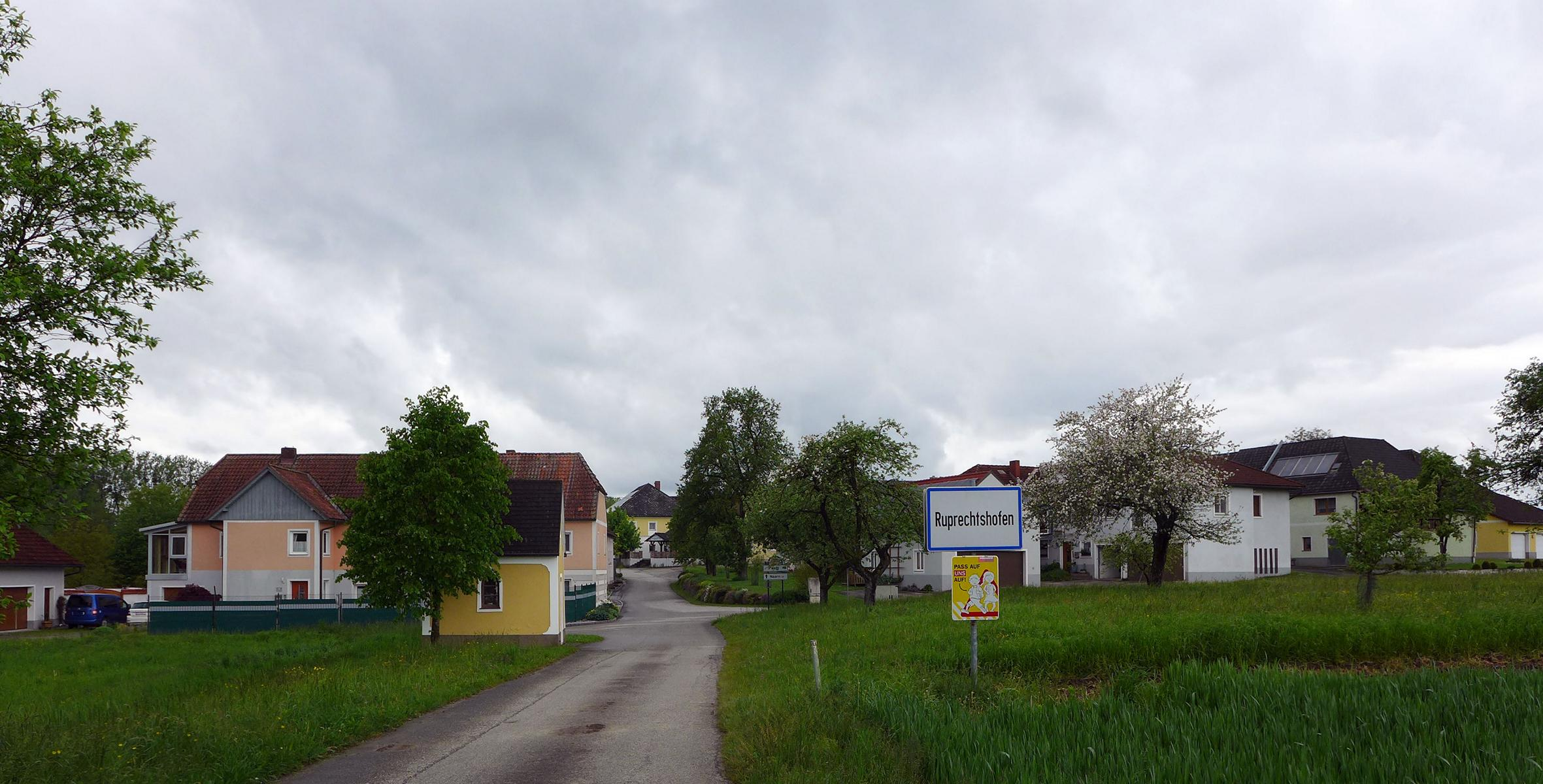
Ruprechtshofen. Mai 2023

Ruprechtshofen ist eine Katastralgemeinde der Marktgemeinde Naarn im Machlande im Bezirk Perg in Oberösterreich. Ruprechtshofen in Niederösterreich ist ein Marktgemeinde gleichen Namens.
Ruprechtshofen war von 1850 bis 1937 selbstständige Ortsgemeinde und grenzt im Süden an die Donau, die in diesem Bereich sowohl die Grenze des Bezirkes Perg als auch des Landes Oberösterreich bildet.
Ein Großteil der weitgehend unbewohnten Auwälder befindet sich südlich des Machlanddamms. In den 1990er und 2000er Jahren wurden die von jährlichen Donauhochwässern und fallweisen Hochwasserkatastrophen betroffenen Bewohner sukzessive abgesiedelt und die dort befindlichen Wohn- und Wirtschaftsgebäude zerstört.

## Geschichte
Früher lag Ruprechtshofen am Nordufer der mehrfach verzweigten Donau. Das früheste Schriftzeugnis ist von 1209 und lautet „Rüprehteshouen“. Der Name geht auf den alten Männernamen Ruodpreht zurück. Ruprechtshofen scheint auch als Hinrichtungsstätte (Galgenplatz) des Landgerichts Machland auf. Vorübergehend befand sich in Ruprechtshofen eine Geschützstellung des Österr. Bundesheeres.

## Geografie

### Ortschaften, Einwohner
Die im südöstlichen Teil der Marktgemeinde Naarn im Machlande gelegene Katastralgemeinde hat 286 Einwohner (lt. Volkszählung 2001), die sich auf die vier Ortschaften Ruprechtshofen (107 Einwohner), Staffling (92 Einwohner), Starzing (46 Einwohner) und Straß (41 Einwohner) verteilen. Für Ruprechtshofen und Staffling ist eine historische Entwicklung der Häuser und Einwohner verfügbar:
Ruprechtshofen
In Ruprechtshofen standen 1335 8 und 1791 13 Häuser. 1869 wohnten in 17 Häusern 105 Einwohner, 1951 in 18 Häusern 87 Einwohner, 1961 in 18 Häusern 95 Einwohner, 1971 in 18 Häusern 107 Einwohner, 1981 in 19 Häusern 95 Einwohner, 1991 in 20 Häusern 88 Einwohner und 2001 in 22 Häusern 107 Einwohner.
Staffling
In Staffling standen 1788 18 und 1791 20 Häuser. 1869 wohnten in 21 Häusern 130 Einwohner, 1951 in 21 Häusern 121 Einwohner, 1961 in 22 Häusern 109 Einwohner, 1971 in 21 Häusern 114 Einwohner, 1981 in 23 Häusern 105 Einwohner, 1991 in 27 Häusern 106 Einwohner und 2001 in 28 Häusern 92 Einwohner.

### Grenzen
Ruprechtshofen grenzt an die Katastralgemeinden Baumgarten und Naarn der Marktgemeinde Naarn im Machlande (Norden und Nordwesten). Die Katastralgemeinde Au wird in der äußersten westlichen Ecke nur im Uferbereich der Donau berührt. Ruprechtshofen grenzt auch an die Katastralgemeinde Langacker in der Marktgemeinde Mitterkirchen im Machland (Osten und Südosten). Im Süden bildet die Donau die Grenze zu den niederösterreichischen Gemeinden Strengberg und Sankt Pantaleon-Erla im Bezirk Amstetten.

### Gewässer

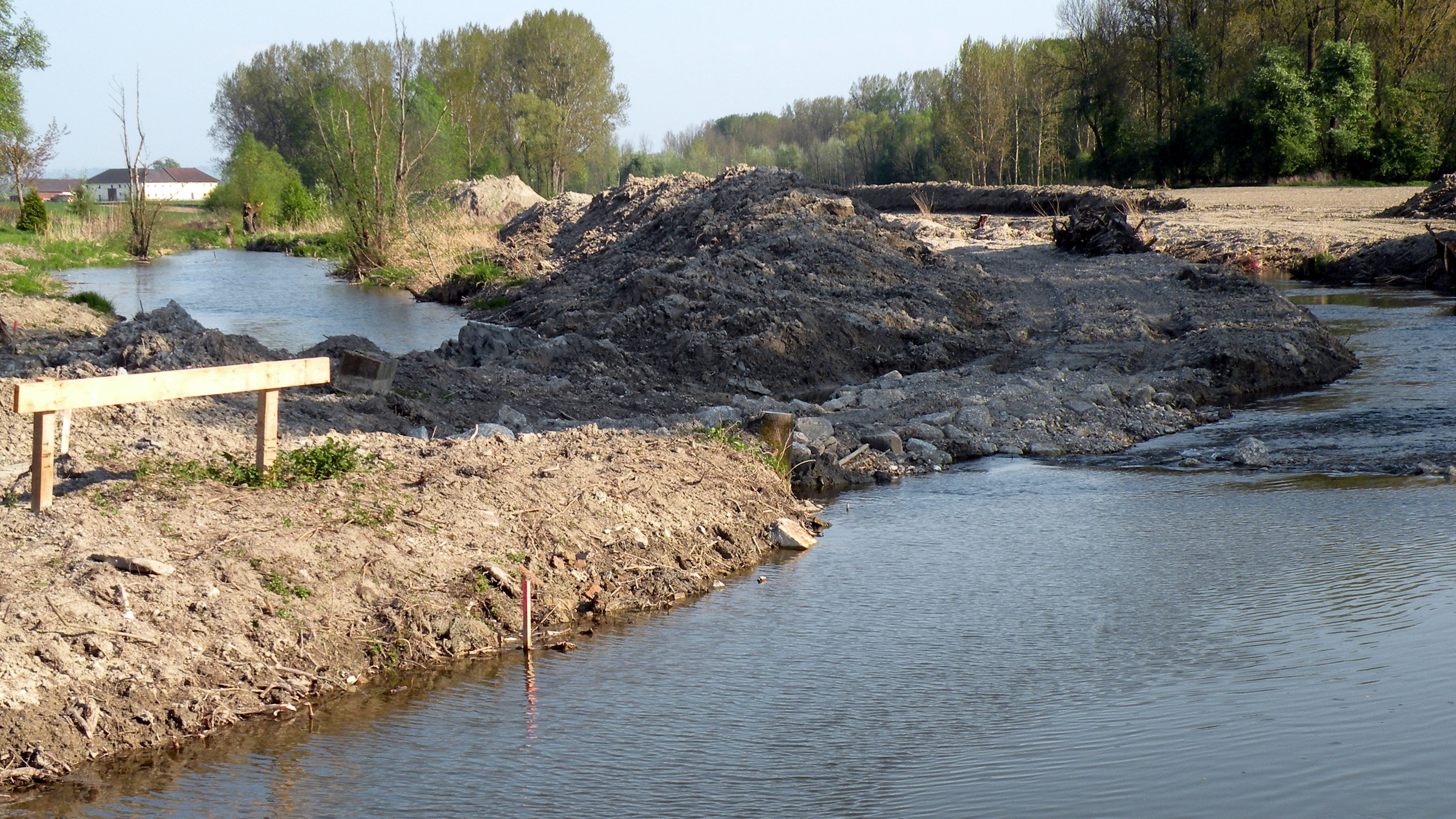
Baustelle für den Machlanddamm am Aist-Mühlbach bei Staffling

Der Aist-Mühlbach durchquert, von Au an der Donau bzw. Naarn kommend, die Katastralgemeinde Ruprechtshofen etwa parallel zur Donau und fließt dann nach Langacker bis zur Mündung in den Hüttinger Altarm. Die gemeinsam mit dem Machlanddamm errichtete Flutmulde quer durch die Katastralgemeinde wird ein Nebenarm der Donau simuliert.

### Höhenangaben
Innerhalb der Katastralgemeinde sind in der Grundkarte Höhenangaben für Ruprechtshofen (238 m ü. A.), Straß (241), Staffling (239) sowie für einen südlich von Tabor gelegenen Punkt (236) und für das Straßer Aufeld (238) vermerkt.

### Verkehr
Die Katastralgemeinde wird ausschließlich durch Gemeindestraßen und landwirtschaftliche Güterwege erschlossen, wobei die Landesstraße L 570 unweit der nördlichen Grenze von Ruprechtshofen in südöstlicher Richtung vorbeiführt. Die Landesstraße L570 zweigt in Haid in Mauthausen von der Donau Straße (B 3) ab führt über Au, Naarn, Baumgarten, Schönau weiter nach Mitterkirchen im Machland und mündet in Baumgartenberg wieder in die B 3.

## Bürgermeister
Während des Bestehens der politischen Ortsgemeinde Baumgarten wirkten folgende Personen als Bürgermeister:
- Georg Aignbauer (28. Juli 1850 bis 9. März 1861)
- Georg Theusinger (9. März 1861 bis 27. Juli 1864)
- Michael Schwaiger (27. Juli 1864 bis 24. August 1879)
- Josef Dirnberger (24. August 1879 bis 5. September 1909)
- Karl Raab (5. September 1909 bis 25. Juni 1919)
- Johann Hackner (25. Juni 1919 bis 1. Jänner 1924)
- Stefan Ortmayr (1. Jänner 1924 bis 31. Dezember 1937)

## Notgeld
Anfang der 1920er-Jahre hat die Gemeinde Ruprechtshofen wie viele andere Notgeld ausgegeben. Auf dem 20 Hellerschein war ein Donauort, im Vordergrund ein Arbeitsgerät mit Arbeitern, alles mit dem Vermerk Donaukraftwerk Wallsee, dargestellt. Auf dem 30 Hellerschein war eine Aulandschaft mit Fischern und auf dem 50 Hellerschein der Hof „Bauer in Tabor“ zu sehen. Die Rückseite der Geldscheine enthielt neben den Standardtexten verschiedene Sinnsprüche.

## Freiwillige Feuerwehr
Das Feuerwehrwesen von Baumgarten und Ruprechtshofen ist im Hauptartikel Baumgarten beschrieben.